# Rundkirche Zum Friedefürsten (Klingenthal)
Die Rundkirche „Zum Friedefürsten“ ist eine evangelisch-lutherische barocke Rundkirche in Klingenthal in Sachsen. Sie hat einen regelmäßig achteckigen Grundriss und ist nach der Dresdner Frauenkirche die größte ihrer Art in Sachsen. Die Kirche ist das bedeutendste historische Bauwerk Klingenthals und steht inmitten der Stadt.

## Kirchengeschichte

### Vorgeschichte

#### Entstehung des Kirchspiels
Das im Jahr 1591 an der Mündung der Brunndöbra in die Zwota errichtete Hammerwerk galt als Ausgangspunkt für die Gründung des Hammerweilers Hella/Hellhammer, später Klingenthal genannt. Von Amts wegen gehörten Ort und Bevölkerung zum Amt Voigtsberg bei Oelsnitz; geistlich aber nach Schöneck/Vogtl., dem alten geistlichen Zentrum des Oberen Vogtlandes. Ab 1696 sind die Kirchenbücher vorhanden, das erste Kirchenbuch 1635–1695 ist bei einem Pfarrhausbrand verloren gegangen.
Wegen der räumlich weiten Entfernung zwischen Klingenthal und Schöneck sowie der Zunahme der Bewohner, bedingt durch Einwanderung von Exulanten aus den habsburgischen Landen während des Dreißigjährigen Krieges und vor allem danach, wurden Stimmen laut, die ein selbständiges Kirchspiel forderten. So legte man bereits 1628 in Klingenthal einen Gottesacker an. Die beiden ersten Begrabenen waren die Söhne der aus Böhmen vertriebenen Pfarrer Benjamin und Josua Reich, die im grenznahen Klingenthal Aufenthalt nahmen. Pfarrer Caspar Olza (der Jüngere) aus Schöneck vermerkt im Kirchenbuch:

„haben also beyde herrn brüder als exules, mit Jhren beyden söhnen, alda den newen Gotts acker ein weyhen müssen“

1635 wurde dem Ansuchen der Gutsherrschaft stattgegeben: in Klingenthal entstand ein eigenes Kirchspiel. Georg Christoph von Boxberg stellte der jungen 306-köpfigen Gemeinde in seinem Hammergut einen Raum für die Abhaltung von Gottesdiensten zur Verfügung. Erster Pfarrer war Salomon Barth, einziger Sohn des aus Österreich stammenden Pfarrers Paulus Barth. 1646 wurde Untersachsenberg nach Klingenthal eingepfarrt, Brunndöbra erst 1671.

#### Das erste Gotteshaus

Die alte Holzkirche

1653 – fünf Jahre nach Ende des Dreißigjährigen Krieges – konnte die erste Kirche Klingenthals, ein einfacher aus Holz errichteter Bau, am 12. Sonntag nach Trinitatis geweiht werden. Der Name Zum Friedefürsten sollte zum Ausdruck bringen, „daß unser Gotteshaus ein neuer Beweis sei, wie wir Menschen die höchsten Segnungen dem Frieden verdanken.“ Man bezog sich auf Jes 9,1-6 , wo es heißt: 

„1 Das Volk, das im Finstern wandelt, sieht ein großes Licht, und über denen, die da wohnen im finstern Lande, scheint es hell. 2 Du weckst lauten Jubel, du machst groß die Freude. Vor dir wird man sich freuen, wie man sich freut in der Ernte, wie man fröhlich ist, wenn man Beute austeilt. 3 Denn du hast ihr drückendes Joch, die Jochstange auf ihrer Schulter und den Stecken ihres Treibers zerbrochen wie am Tage Midians. 4 Denn jeder Stiefel, der mit Gedröhn dahergeht, und jeder Mantel, durch Blut geschleift, wird verbrannt und vom Feuer verzehrt. 5 Denn uns ist ein Kind geboren, ein Sohn ist uns gegeben, und die Herrschaft ruht auf seiner Schulter; und er heißt Wunder-Rat, Gott-Held, Ewig-Vater, Friede-Fürst; 6 auf dass seine Herrschaft groß werde und des Friedens kein Ende auf dem Thron Davids und in seinem Königreich, dass er’s stärke und stütze durch Recht und Gerechtigkeit von nun an bis in Ewigkeit. Solches wird tun der Eifer des HERRN Zebaoth.“

 1655 brachte man in einem extra Turm neben dem Pfarrhaus eine Glocke und eine Turmuhr an. Die Glocke hatte am Kranz die Inschrift „Wolf Hieronymus Heroldt in Nürnberg goß mich Anno 1655“ und an der Außenseite:
Diese Glocken, zum Klingenthal
Gehörig, ist gegossen
Zur Zeit Churfürst Johann Georgens des Ersten,
Als allda gewesen
Georg Bernhard Boxberger Gerichtsherr
Und Salomon Barth Pfarrherr
Verbum Dei manet in aeternum
Um 1685 folgte dann der Einbau einer kleinen Orgel und 1724 wurde die zweite Glocke angeschafft. Ab 1716 befasste man sich wegen Baufälligkeit und der Enge des Platzes mit einem Neubau.
Im Mai 1699 wurde in der Kirche der Berghauptmann Christoph Carl von Boxberg beigesetzt.

### Bau der Rundkirche
Im Jahr 1736 wurde die alte Kirche abgerissen und der Grundstein der heutigen gelegt; Kirchweihe war am 15. September 1737, dem 13. Sonntag nach Trinitatis. Die Kosten für den Bau beliefen sich auf 4713 Taler. Die Orgel aus der alten Kirche wurde zunächst weiter verwendet. Die leitenden Handwerker, der Maurermeister Hans Paul Gerbeth aus Gopplasgrün, der Zimmermann Michael Küntzel aus Thomeck und der Steinmetz Christian Wolf, schufen ein Bauwerk besonderer Art. Über der sich fast in völliger Rundung verlierenden Achteckform erhebt sich die Kirche mit drei Emporen, bekrönt von einem mehrfach geschwungenen Schiefdach, auslaufend in einer Zwiebelkuppel in 45 Meter Höhe. Das Gotteshaus bietet rund 700 Personen Platz. Der Kunstmaler Johann Salomon Dörfel aus Oelsnitz gestaltete 1739 das Innere der Kirche, das vorher nur weiß war. Auch ein neues Uhrwerk wurde eingebaut. Im Jahr 1760 baute Orgelbaumeister Trampeli aus Adorf für 200 Taler eine neue Orgel ein. Sie hatte zwei Manuale und 18 Register.

#### Veränderungen des 19. Jahrhunderts
Im Jahr 1837 erfolgte eine Renovierung des Kircheninneren. Ein dem Achteck der Kirche angepasster Taufstein wurde aufgestellt. 1861 wurden zwei neue Glocken aufgezogen. Da die alte Orgel dem damaligen romantischen Musikgeschmack nicht mehr entsprach, baute Orgelbaumeister Johann Gotthilf Bärmig aus Werdau 1872 eine neue Orgel unter Verwendung von Teilen der alten ein. Sie umfasste zwei Manuale, ein Pedalwerk, 23 Register und 1461 Pfeifen. Für 1511 Mark baute man 1874 eine neue Uhr mit drei Zifferblättern im Kirchturm ein und schaffte 1883 die dritte Glocke an. Im Jahr 1895 wurde die Kirche erneut renoviert. Unter anderem wurden die Betstübchen auf der zweiten Empore entfernt und eine Dampfheizung wurde eingebaut.

#### Geschichte des 20. Jahrhunderts
Ein neuer Glockenstuhl mit drei neuen Bronzeglocken wurde im Jahr 1912 eingebaut. Nach dem Ersten Weltkrieg gab es seit 1922 zur Mahnung sowie zum Gedenken an die Gefallenen vier entsprechend gestaltete Bleiglasfenster in der Kirche. Im Zweiten Weltkrieg mussten 1942 die große und die mittlere Glocke zum Einschmelzen für Kriegszwecke abgeliefert werden. Nach dem Krieg 1952 lieferte die Glockengießerei in Morgenröthe drei neue Stahlglocken.
Weitere Renovierungen folgten. 1961 wurde das Kirchendach neu eingedeckt, 1966 eine elektrische Läuteanlage angeschafft und 1967 die Kirche innen von den Restauratoren Helmar Helas (Dresden) und Pitzschler (Crimmitschau) renoviert und vergoldet. Dabei orientierten sich die Restauratoren an den Originalfarben, soweit sie damals zu Tage traten.
Da die Orgel sehr renovierungsbedürftig war, überholte und erweiterte sie 1982 die Orgelbauwerkstatt Wilhelm Rühle aus Moritzburg um zwei Register. Kurz vor der Wende, im Jahr 1988, wurden ein neues Uhrwerk und neue Zifferblätter eingebaut. Im Oktober 1989 war die Kirche das Zentrum der gewaltfreien Demonstrationen in Klingenthal. Die Demonstranten versammelten sich sowohl in als auch vor der Kirche, da das Gebäude die große Anzahl Menschen nicht fassen konnte.
Nach der Wiedervereinigung Deutschlands wurde die Kirche von 1991 bis 1993 renoviert, unter anderem die Heizung auf Erdgas umgestellt. 1996 wurde der Altar gereinigt. Des Weiteren wurden von 1996 bis 1999 die alten Bleiglasfenster restauriert und mit Schutzfenstern versehen. 1999 schlossen sich die vier Kirchgemeinden des Tales zu einem Schwesternkirchverhältnis zusammen. Umfangreiche Sanierungsarbeiten fanden 2003/2004 statt. Die Holzschäden im unteren Bereich der acht Emporensäulen sowie des Kirchendaches, der Decke der zweiten Empore und in den Vorbauten wurden saniert. Dabei mussten Balken ausgetauscht, die Elektrik komplett erneuert, die Eingänge saniert und die Emporenfelder gereinigt werden. Nach Farbuntersuchungen an der Decke, mit Freilegung eines Ornamentes, erhielt die Decke wieder ihre ursprüngliche Farbgebung.

## Architektur

Grundriss: 1) Altar, 2) Exulantenkreuz und Gefallenenbuch, 3) Eingang, 4) Bleiglasfenster, 5) Taufstein, 6) Taufengel, 7) Aaron, 8) Mose

Die Besonderheit der Kirche ist ihr achteckiger Grundriss. Er sollte die Gemeinschaft der Christen verdeutlichen, die sich am Sonntag um den Altar versammelten. Ähnliche Kirchen sind die Trinitatiskirche in Carlsfeld und die Seiffener Kirche. Bis zur Fertigstellung der Bährschen Frauenkirche in Dresden war die Rundkirche Zum Friedefürsten das größte Bauwerk dieser Art in Sachsen. Das im Vergleich zu anderen barocken Kirchen relativ schlichte Bauwerk lässt sich stilistisch dem Bauernbarock zuordnen, da die barocken Stilelemente nicht allzu stark ausgeprägt sind. Das glockenförmige Dach der Rundkirche läuft nach dem Glockenturm zwiebelförmig nach oben aus. An der Spitze befindet sich ein vergoldeter Knauf. Darin fanden sich während der Reparatur des Daches alte Schriften, Instrumente und Produkte aus der Zeit des Kirchenbaus. Die Anbauten an den Eingängen wurden erst später hinzugefügt. Der Name des Baumeisters der Rundkirche ist in keinem Aktenstück erwähnt. Genannt werden aber der Maurermeister Paul Gerbeth aus Gopplasgrün, der Zimmermeister Adam Kanzel aus Thomeck und der Steinhauer Christian Wolf.

### Das Innere der Kirche
Der Raum für die Gottesdienstbesucher ist um den Altar angeordnet. Die Eingänge sind an beiden Seiten des Raums. Die Kirche hat drei Emporen, auf denen früher auch verglaste Gebetskabinen standen. Die von der Nachbargemeinde zur Verfügung gestellten Stützpfeiler in den acht Ecken der Kirche bestehen jeweils aus einem ganzen Tannenstamm, der vom Boden des Raums bis in den Dachstuhl reicht. Sie zeugen von den Baumriesen, die in dieser Region gestanden haben. Der Innenraum hat eine lichte Weite von 18 m und eine lichte Höhe von 12 m.

## Ausstattung

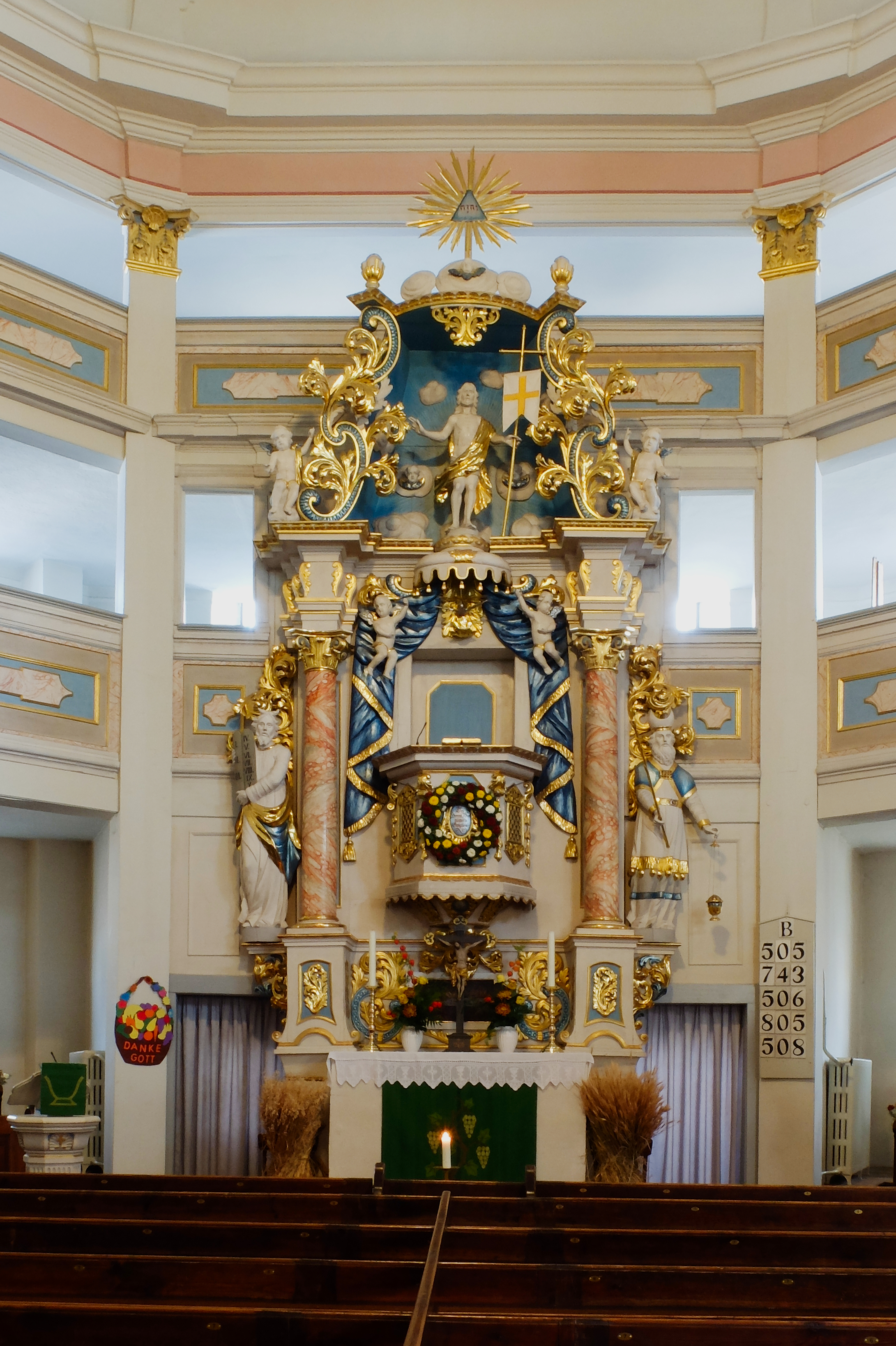
Kanzelaltar

Der aus Holz gefertigte Kanzelaltar an der Ostseite der Kirche ist ein Werk des Bildhauers Zimmermann aus Schönbach in Böhmen. Als typisch protestantischer Kanzelaltar der Barockzeit bringt er die Einheit von Wort und Sakrament zum Ausdruck. Zur Vertiefung dieses Gedankens zeigt ein Gemälde hinter der Altarplatte das Abendmahl Jesu mit seinen Jüngern. Über dem aus Feldsteinen gemauerten Altar erhebt sich die Kanzel, flankiert von je einer marmorierten Holzsäule, rechts daneben Aaron mit dem Rauchfass, links Moses mit den Gesetzestafeln der Zehn Gebote. Die Kanzel wird durch einen Baldachin, an dessen Unterseite die Taube des Heiligen Geistes schwebt, abgedeckt. Darüber steht in einer Nische, umgeben von Rankenwerk, Wolken und Putten, der Auferstandene. Bekrönt wird der gesamte Aufbau von einem Strahlenkranz, in dessen Mitte im symbolischen Dreieck der hebräische Gottesname zu lesen ist: יהוה .

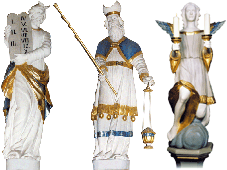
Altarfiguren: Moses, Aaron und Taufengel

Das wohl älteste erhaltene Kunstwerk der Kirche ist das dem Altar gegenüber, oberhalb des Gedenkbuches für die Gefallenen des Zweiten Weltkrieges hängende Kruzifix, von dem berichtet wird, dass es Exulanten aus ihrer Heimat mit in die neue nach Klingenthal als Zeichen ihres Gottvertrauens mitgebracht hätten.
Ein weiteres barockes Ausstattungsstück ist der an der Säule, nahe beim Taufstein angebrachte Taufengel, der, ursprünglich eine Taufschale in den Händen haltend, heute zwei Kerzenhalter trägt.
Die Buntglasfenster links und rechts vom Altar dienen dem Gedächtnis der im Ersten Weltkrieg Gefallenen.

## Orgel

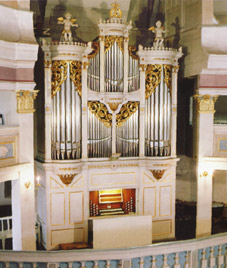
Bärmig-Orgel

Dem ursprünglichen alten Orgelwerklein folgte um 1760 eine Orgel des Adorfer Orgelbauers Johann Paul Trampeli. 1872 wurde diese durch die heutige, inzwischen des Öfteren restaurierte Orgel des Werdauer Orgelbauers Johann Gotthilf Bärmig ersetzt. 1981/82 erhielt das Instrument neue Prospektpfeifen aus Zinn, die die 1918 abgegebenen Prospektpfeifen ersetzen. Die Orgel ist mit Schleifladen bei mechanischer Ton- und Registertraktur versehen und umfasst 1461 Pfeifen, zwei Manuale, 25 Register, Tremulant, Manual- und Pedalkoppel. Durch ihre barocke Disposition mit ungleichschwebender Stimmung entspricht ihr Klangbild dem Ideal aus der Bauzeit der Kirche.
Die Orgel hat folgende Disposition:
| I. Manual C–d3        |         |
| Bordun                | 16′     |
| Principal             | 08′     |
| Doppelflöte           | 08′     |
| Viola di Gamba        | 08′     |
| Octave                | 04′     |
| Gemshorn              | 04′     |
| Quinte                | 02 ⁄3′  |
| Oktave                | 02′     |
| Terz                  | 01 3⁄5′ |
| Cornett 3fach (ab c1) |         |
| Mixtur 4fach          |         |
| Trompete              | 08′     |

| II. Manual C–d3  |       |
| Lieblich Gedackt | 8′    |
| Principal        | 4′    |
| Rohrflöte        | 4′    |
| Nasard           | 2 ⁄3′ |
| Waldflöte        | 2′    |
| Quinte           | 1 ⁄3′ |
| Sifflöte         | 1′    |
| Mixtur 3fach     | 1 ⁄3′ |
| Tremulant        |       |

| Pedal C–d1   |     |
| Subbaß       | 16′ |
| Violonbaß    | 16′ |
| Principalbaß | 08′ |
| Choralbaß    | 04′ |
| Posaunenbaß  | 16′ |

- Koppeln: II/I, I/P

## Glocken
Vom ursprünglichen Geläut blieb nichts erhalten. Seit 1952 erklang das E-Dur-Geläut aus Eisenhartguss, gegossen in der Glockengießerei Morgenröthe im Vogtland. Das Gewicht der drei Glocken betrug 1549 kg, 754 kg und 433 kg. Ihre Aufschriften waren:
- Christus ist Sieger!
- O Land, Land, Land, höre des Herrn Wort!
- Lasset die Kindlein zu mir kommen.

Am 1. Oktober 2012 wurde die große Glocke als letzte entfernt, um Platz für das neue Geläut zu schaffen. Die Klingenthaler Rundkirche erhielt am 4. Dezember 2012 drei neue Bronzeglocken in der Stimmung fis-Dur von der Glockengießerei Grassmayr aus Innsbruck. Diese wurden am 1. September 2012, anlässlich des 275. Kirchweihjubiläums, auf dem Marktplatz in Klingenthal geweiht und zum 4. Advent 2012 zum ersten Mal geläutet.
| Nr. | Gewicht | Schlagton | Inschrift                                 |
| --- | ------- | --------- | ----------------------------------------- |
| 1   | 730 kg  | fis       | Ich lebe und ihr sollt auch leben         |
| 2   | 432 kg  | ais       | Suchet der Stadt Bestes und betet für sie |
| 3   | 274 kg  | cis       | Bei Dir ist die Quelle des Lebens         |

Glockenzier und -inschriften entwarf und gestaltete Simone Küffner.

## Pfarrer
Erster Pfarrer wurde 1635 der bereits erwähnte Salomon Barth, der 31-jährig sein Amt antrat. Wann er starb, ist nicht bekannt, 1672 wurde er ein letztes Mal erwähnt. Sein Nachfolger war sein Sohn Friedrich Barth, der 1666 seine Probepredigt hielt und bis zu seinem Tod am 23. Juli 1695 Pfarrer blieb. Auf ihn folgte Nicolaus Spranger aus Unterwürschnitz. Nachdem er ab 1691 als Pfarrer in Wohlbach tätig gewesen war, kam er 1696 nach Klingenthal und blieb hier Pfarrer bis 1733. Sein Nachfolger wurde Johann Bernhard Croll, vorher Pfarrer in Schwand (Vogtland), der von 1734 bis 1745 Klingenthal betreute. Die folgenden Pfarrer waren:
| 1745–1788: Heinrich Schulze 1788–1807: Johann Haun 1808–1826: Ernst Richter 1826–1835: Friedrich Treibmann 1835–1868: Karl Wolf (schrieb die „Wolf-Chronik“) 1868–1873: Friedrich Kummer 1874–1882: Robert Arnold 1882–1892: Karl Otto Scheer 1893–1904: Ernst Cesar 1905–1910: Friedrich Doerne 1911–1915: Walter Flade | 1916–1922: Michael Ranft 1922–1924: Johann König 1924–1932: Franz Schwan 1933–1940: Walter Schwarze 1940–1955: Friedrich Wallmann 1955–1979: Erich Kölbel 1979–1984: Hans-Joachim Kandler 1986–1993: Frank Meinel 1994–1997: Hubert Schierl 1998–2011: Stephan Zeibig seit November 2012: Andreas und Imola Virginas |

## Kultur
Neben den sonn- und feiertäglichen Gottesdiensten, Gemeindeaktivitäten, Taufen und Trauungen finden in gewissen Abständen Konzerte mit sakralem Inhalt statt.